# Leeuwen (Limbourg néerlandais)
Pour les articles homonymes, voir Leeuwen.
Leeuwen est un village néerlandais dans la commune de Ruremonde, dans le Limbourg néerlandais. En 2007, le village comptait 1 090 habitants.
Jusqu'en 1959, Leeuwen faisait partie de la commune de Maasniel.